# Christina Sawaya
Christina Sawaya (in arabo كريستين صوايا‎?; 16 agosto 1980) è una modella libanese incoronata Miss International 2002.

## Biografia
Fra il 1998 ed il 2002 Christina Sawaya partecipa ad una serie di concorsi di bellezza che la portano a vincere Miss University Libano 1998 e Top Model Libano 1998. Nel 2001 vince il concorso di Miss Libano che le permette di rappresentare il proprio paese in vari concorsi internazionali come Miss Universo, Miss Mondo e Miss International. A Miss Universo viene eliminata alle prime selezioni, mentre da Miss Mondo si riftira, rifiutandosi di gareggiare con Miss Israele Yamit Har-Noy. Tuttavia, il 30 settembre 2002 ottiene la vittoria di Miss International, diventando la prima vincitrice di origini medio-orientali.
Il 15 novembre 2003 la Sawaya ha sposato Tony Baroud a Beirut. Baroud è un ex membro della nazionale di basket libanese, ed attualmente è un conduttore televisivo della televisione libanese.